# Grémévillers
Grémévillers és un municipi francès, situat al departament de l'Oise i a la regió dels Alts de França. L'any 2007 tenia 347 habitants.

## Demografia

### Població
El 2007 la població de fet de Grémévillers era de 347 persones. Hi havia 140 famílies de les quals 32 eren unipersonals (12 homes vivint sols i 20 dones vivint soles), 56 parelles sense fills, 48 parelles amb fills i 4 famílies monoparentals amb fills.
La població ha evolucionat segons el següent gràfic:
Habitants censats

### Habitatges
El 2007 hi havia 174 habitatges, 140 eren l'habitatge principal de la família, 30 eren segones residències i 4 estaven desocupats. 167 eren cases i 7 eren apartaments. Dels 140 habitatges principals, 114 estaven ocupats pels seus propietaris, 25 estaven llogats i ocupats pels llogaters i 1 estava cedit a títol gratuït; 1 tenia una cambra, 13 en tenien dues, 28 en tenien tres, 33 en tenien quatre i 65 en tenien cinc o més. 115 habitatges disposaven pel capbaix d'una plaça de pàrquing. A 55 habitatges hi havia un automòbil i a 79 n'hi havia dos o més.

### Piràmide de població
La piràmide de població per edats i sexe el 2009 era:
| Homes | Edats   | Dones |
| ----- | ------- | ----- |
| 0     | 95 o +  | 4     |
| 0     | 90 a 94 | 0     |
| 0     | 85 a 89 | 0     |
| 0     | 80 a 84 | 4     |
| 8     | 75 a 79 | 12    |
| 4     | 70 a 74 | 4     |
| 0     | 65 a 69 | 8     |
| 16    | 60 a 64 | 12    |
| 4     | 55 a 59 | 0     |
| 12    | 50 a 54 | 4     |
| 8     | 45 a 49 | 16    |
| 8     | 40 a 44 | 12    |
| 16    | 35 a 39 | 16    |
| 28    | 30 a 34 | 16    |
| 16    | 25 a 29 | 16    |
| 8     | 20 a 24 | 12    |
| 24    | 15 a 19 | 4     |
| 8     | 10 a 14 | 24    |
| 12    | 5 a 9   | 12    |
| 12    | 0 a 4   | 16    |

## Economia
El 2007 la població en edat de treballar era de 231 persones, 181 eren actives i 50 eren inactives. De les 181 persones actives 169 estaven ocupades (95 homes i 74 dones) i 12 estaven aturades (7 homes i 5 dones). De les 50 persones inactives 17 estaven jubilades, 14 estaven estudiant i 19 estaven classificades com a «altres inactius».

### Ingressos
El 2009 a Grémévillers hi havia 151 unitats fiscals que integraven 400 persones, la mediana anual d'ingressos fiscals per persona era de 19.095 €.

### Activitats econòmiques
Dels 8 establiments que hi havia el 2007, 1 era d'una empresa de fabricació de material elèctric, 3 d'empreses de construcció, 1 d'una empresa d'hostatgeria i restauració, 1 d'una empresa d'informació i comunicació, 1 d'una empresa immobiliària i 1 d'una empresa de serveis.
Dels 4 establiments de servei als particulars que hi havia el 2009, 2 eren fusteries, 1 lampisteria i 1 restaurant.
L'any 2000 a Grémévillers hi havia 14 explotacions agrícoles que ocupaven un total de 1.199 hectàrees.

## Equipaments sanitaris i escolars
El 2009 hi havia una escola elemental integrada dins d'un grup escolar amb les comunes properes formant una escola dispersa.

## Poblacions més properes
El següent diagrama mostra les poblacions més properes.